# Rasmus A. Sivertsen
Rasmus André Sivertsen, född 26 september 1972 i Inderøy kommun i dåvarande Nord-Trøndelag fylke (nuvarande Trøndelag fylke), är en norsk filmregissör och animatör. Han är utbildad via animationslinjen på Høgskulen i Volda, och har totalt regisserat tolv stycken långfilmer, som alla är av den animerade varianten.
Rasmus A. Sivertsens debut som filmregissör kom i den animerade filmen Kurt blir elak från 2008. Han har dessutom fått motta fyra stycken Amandapris för bästa barnfilm, detta för sina respektive insatser i Pelle Politibil på sporet (2013), Solan och Ludvig – Jul i Flåklypa  (2014), Knutsen & Ludvigsen og den fæle Rasputin (2015) och Klas Klättermus och de andra djuren i Hackebackeskogen (2016).

## Filmografi (i urval)
- 2024 – Spermageddon
- 2022 – Folk och rövare i Kamomilla stad
- 2022 – Helt super
- 2019 – Kapten Sabeltand och den magiska diamanten
- 2018 – Månsken i Flåklypa
- 2016 – Klas Klättermus och de andra djuren i Hackebackeskogen
- 2015 – Solan och Ludvig – Härifrån till Flåklypa
- 2015 – Knutsen & Ludvigsen og den fæle Rasputin
- 2013 – Solan och Ludvig – Jul i Flåklypa
- 2013 – Pelle Politibil på sporet
- 2010 – Pelle Politibil går i vannet
- 2009 – Fanthomas (TV-serie)
- 2008 – Kurt blir elak
- 2003 – Kapten Sabeltand